# 解朝夫
解朝夫，名繪，字朝夫，以字行，江西承宣布政使司吉安府泰和（今江西泰和）人，明朝政治人物、進士出身。解縉從弟。
永樂四年（1406年）登進士，授廣西道監察禦史，改廬陵縣學敎諭，受解縉牽連，謫戍邊，卒年四十三。